# ARO (automobilka)
ARO (Auto România) byla automobilka zabývající výrobou off-roadů sídlící ve městě Câmpulung v Rumunsku.

## Historie
Rumunská továrna vyrobila první terénní automobil, 57 IMS, roku 1957. Roku 1959 byla zahájena výroba modelu M 59. V roce 1964 se začal prodávat model M 461, který byl určen na vývoz, a prodalo se ho celkem 53 000 kusů do 55 zemí světa.
Od roku 1972 se vyráběla řada ARO 24 v celkem pěti provedeních. Roku 1980 se začalo s výrobou automobilů ARO 10. V osmdesátých letech se začaly také montovat dieselové motory a roku 1989 motory na zemní plyn. V roce 1997 se začalo s výrobou vojenských vozů ARO Dragon.
Společnost ohlásila bankrot roku 2006 a následně zanikla.
Za dobu své existence firma vyrobila 380 000 vozidel. Většina produkce byla určena pro export.

## Modely

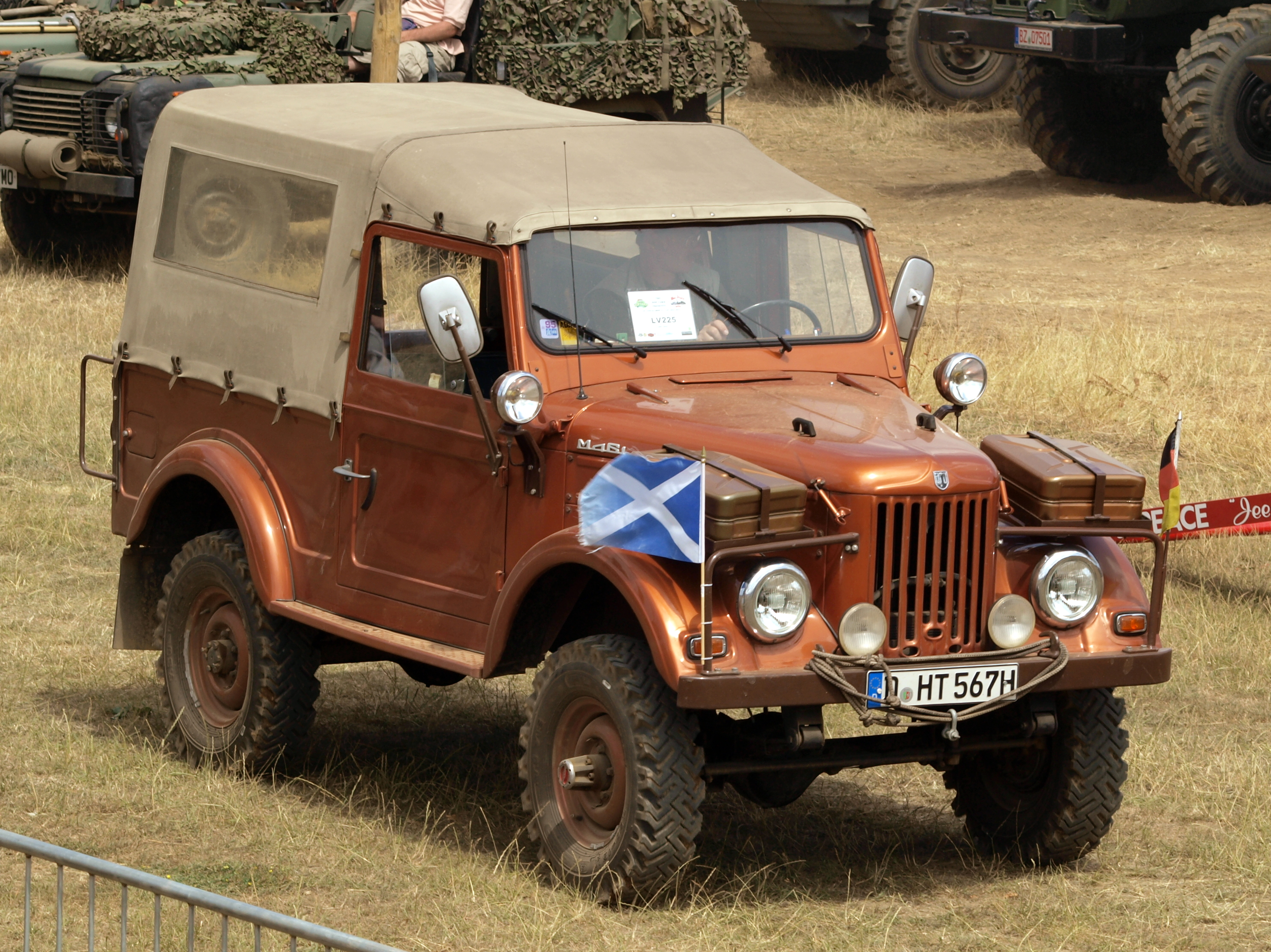
ARO M 461 (1961)

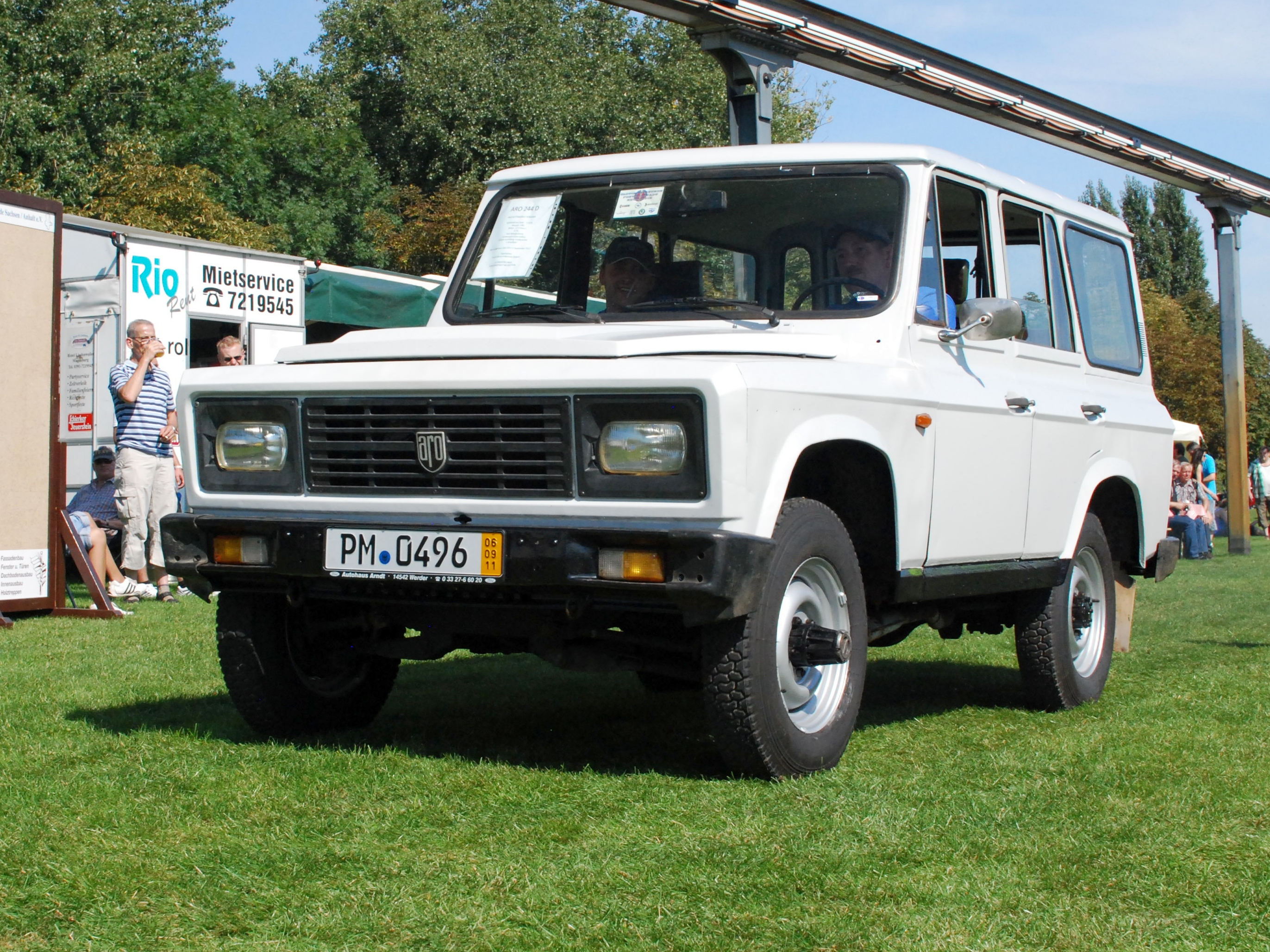
ARO 244

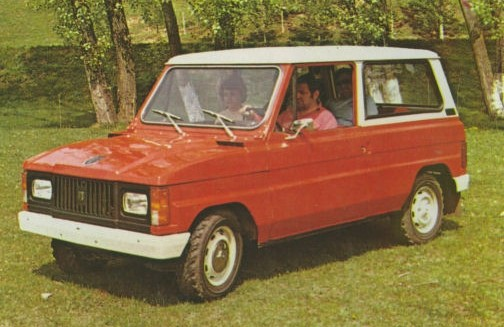
ARO 10 (1980)

- ARO IMS
  - IMS 57
  - M 59
  - M 461
- ARO 24

...Aro 240
...Aro 241
...Aro 242
- -     - ARO 243
    - ARO 244
    - ARO 246

řada 32
... Aro 324
- -     - ARO 328 Maxi-Taxi

  - řada 33
    - ARO 330 N
    - ARO 35 S
    - ARO 35 M

- ARO 10
  - SUV
    - ARO 10.1
    - ARO 10.4
    - ARO 10 Spartana
    - ARO 11.4

  - Lehké užitkové vozy
    - ARO 10.2
    - ARO 10.3
    - ARO 10.6 pick-up
    - ARO 10.9
    - ARO 10.0
    - ARO 11.9